# Pontecurone
Pontecurone é uma comuna italiana da região do Piemonte, província de Alexandria, com cerca de 3.791 habitantes. Estende-se por uma área de 29,81 km², tendo uma densidade populacional de 127 hab/km². Faz fronteira com Casalnoceto, Casei Gerola (PV), Castelnuovo Scrivia, Rivanazzano (PV), Tortona, Viguzzolo, Voghera (PV).

## Demografia
| Variação demográfica do município entre 1861 e 2011                               |
|                                                                                   |
| Fonte: Istituto Nazionale di Statistica (ISTAT) - Elaboração gráfica da Wikipedia |